# دورووو
دورووو (به لهستانی:  Dorowo) یک روستا در لهستان است که در گمینا رسکو واقع شده‌است.